# Лиса Джейн Смит
Лиса Джейн Смит (на английски: Lisa Jane Smith), по-известна като Л. Дж. Смит, е американска писателка на юношеска литература в жанровете фентъзи, научна фантастика, мистерия, ужаси и рицарски романи. Известна е с поредицата „Дневниците на вампира“, която е бестселър на „Ню Йорк Таймс“ и е адаптирана в едноименен телевизионен сериал.

## Биография и творчество
Лиса Джейн Смит е родена на 4 септември 1965 г. във Форт Лодърдейл, Флорида, САЩ.
Завършва Калифорнийския университет в Санта Барбара с бакалавърска степен по експериментална психология. Получава е и две преподавателски дипломи от Университета в Сан Франциско – първично и специално (поправително) образование. За известно време работи по специалността си, но през 1989 г. се отдава изцяло на писателската си кариера.
Идеята за първата книга се появява още докато Смит е в гимназията, но я завършва едва в последната ѝ година в университета. Това е романът „Нощта на слънцестоенето“, издаден през 1987 г. от Macmillan. През 1990 г. е публикувана втората книга на Смит – Heart of Valor. Двете книги не се продават добре, тъй като са обозначени за аудитория между 9 и 11 години, а не за юноши, както Смит настоява.
Поредицата „Дневниците на вампира“ е поръчана от Елиз Донър, редактор на Alloy Entertainment през 1990 г. Следват три трилогии: „Тайният кръг“ (1992), „Забранената игра“ (1994) и „Тъмни видения“ (1995). Първата част от поредицата „Нощен свят“ е публикувана през 1996 г., а през следващите две години са издадени още осем книги.
В периода 1998 – 2008 г. Смит се оттегля от писателска дейност, за да се грижи за племенниците си.
През 2008 г. Смит се завръща с нов уебсайт и няколко нови разказа. Поредицата „Дневниците на вампира“ е преиздадена през 2007 г., последвана в периода 2008 – 2009 г. от преиздаване на трилогията „Тайният кръг“, поредицата „Нощен свят“ и първите две книги на Смит.
„Дневниците на вампира“ е адаптирана в телевизионен сериал през 2009 г., като през 2009 и 2010 г. Смит издава три нови книги от поредицата. През 2011 г. поредицата „Тайният кръг“ също е адаптирана в едноименен телевизионен сериал.
Последната книга от „Дневниците на вампира“, написана изцяло от Смит, е „Завръщането: Полунощ“, която е издадена през март 2011 г. Смит представя чернова на следващата част – „Ловците: Фантом“, но след спор относно основен обрат в сюжета, нейното участие в проекта е прекратено от издателя, а книгата е редактирана от писател в сянка. Следващите части от „Дневниците на вампира“ също са написани от писател в сянка, а в поредицата „Тайният кръг“ Смит е заменена от Обри Кларк.
Лиса Джейн Смит е автор на повече от двадесет книги за деца и юноши. Персонажите от книгите ѝ – свръхестествени или човешки, винаги са красиви и млади. Най-често сюжетът в книгите ѝ е вариация на конфликта добро – зло.

## Произведения

### Самостоятелни романи
- Last Lullaby (2015)

### Серия „Нощта на слънцестоенето“ (Night of the Solstice)
1. The Night of the Solstice (1987)
2. Heart of Valor (1990)

### Поредици „Дневниците на вампира“

#### Серия „Дневниците на вампира“ (Vampire Diaries)
1. The Awakening (1991)
Пробуждането, изд.: ИК „Ибис“, София (2009), прев. Диана Кутева
2. The Struggle (1991)
Борбата, изд.: ИК „Ибис“, София (2009), прев. Диана Кутева
3. The Fury (1991)
Яростта, изд.: ИК „Ибис“, София (2009), прев. Диана Кутева
4. Dark Reunion (1992)
Тъмното обединение, изд.: ИК „Ибис“, София (2010), прев. Диана Кутева

#### Серия „Дневниците на вампира: Завръщането“ (Vampire Diaries: The Return)
1. Nightfall (2009)
Завръщането: Свечеряване, изд.: ИК „Ибис“, София (2010), прев. Диана Кутева
2. Shadow Souls (2010)
Завръщането: Сенчести души, изд.: ИК „Ибис“, София (2010), прев. Диана Кутева
3. Midnight (2011)
Завръщането: Полунощ, изд.: ИК „Ибис“, София (2011), прев. Диана Кутева

#### Серия „Дневниците на вампира: Дневниците на Стефан“ (Vampire Diaries: Stefan's Diaries)
1. Origins (2010)
Началото, изд.: ИК „Ибис“, София (2011), прев. Диана Кутева
2. Bloodlust (2011)
Кръвожадност, изд.: ИК „Ибис“, София (2011), прев. Диана Кутева
3. The Craving (2011)
Ненаситност, изд.: ИК „Ибис“, София (2011), прев. Диана Кутева
4. The Ripper (2011)
Преследвачът, изд.: ИК „Ибис“, София (2012), прев. Диана Кутева
5. The Asylum (2012)
6. The Compelled (2012)

#### Серия „Дневниците на вампира: Ловците“ (Vampire Diaries: The Hunters)
1. Phantom (2011), написана от писател в сянка
Ловците: Фантом, изд.: ИК „Ибис“, София (2012), прев. Стамен Стойчев
2. Moonsong (2012), написана от писател в сянка
3. Ловците: Лунна песен
4. Destiny Rising (2012), написана от писател в сянка

#### Серия „Дневниците на вампира: Спасението“ (Vampire Diaries: The Salvation Trilogy)
1. Unseen (2013), написана от Обри Кларк
2. Unspoken (2013), написана от Обри Кларк
3. Unmasked (2014), написана от Обри Кларк

#### Серия „Дневниците на вампира: Вечерна молитва“ (Vampire Diaries: Evensong)
1. Paradise Lost (2014)
2. The War of Roses (2014)

### Серия „Тайният кръг“ (Secret Circle)
1. The Initiation (1992)
Посвещаването, изд.: ИК „Ибис“, София (2012), прев. София Русенова
2. The Captive (1992)
Пленница, изд.: ИК „Ибис“, София (2012), прев. Мария Бенчева
3. The Power (1992)
Силата, изд.: ИК „Ибис“, София (2013), прев. Мария Бенчева
4. The Divide (2012), написана от Обри Кларк
5. The Hunt (2012), написана от Обри Кларк
6. The Temptation (2013), написана от Обри Кларк

### Серия „Забранена игра“ (Forbidden Game)
1. The Hunter (1994)
2. The Chase (1994)
3. The Kill (1994)

### Серия „Тъмни видения“ (Dark Visions)
1. The Strange Power (1994)
2. The Possessed (1995)
3. The Passion (1995)

### Серия „Нощен свят“ (Night World)
1. Secret Vampire (1996)
Таен вампир, изд.: ИК „Ибис“, София (2010), прев. Станимир Йотов
2. Daughters of Darkness (1996)
Дъщери на мрака, изд.: ИК „Ибис“, София (2010), прев. Станимир Йотов
3. Spellbinder (1996) – издаден и като „Enchantress“
Заклинателка, изд.: ИК „Ибис“, София (2010), прев. Яна Йотова
4. Ангелът на мрака, Dark Angel (1996)
5. The Chosen (1997)
6. Soulmate (1997)
7. Huntress (1997)
8. Black Dawn (1997)
9. Witchlight (1998)
10. Strange Fate (2010)

### Разкази
Публикувани на официалния сайт на писателката:
- Matt and Elena – First Date (2010)
- Matt and Elena – Tenth Date: On Wickery Pond (2010)
- Bonnie and Damon: After Hours (2011)
- An Untold Tale: Blood Will Tell (2010)
- An Untold Tale: Elena's Christmas (2010)

### Документалистика
- Your Very Own Vampire Diary 2011 (2010)
- The Ultimate Fan Guide (2009)

### Филмография
- 2011-2012 Тайният кръг, The Secret Circle – ТВ сериал, 22 епизода
- 2013 – 2014 The Originals – ТВ сериал, по героя Клаус „Дневниците на вампира“
- 2009-2014 Дневниците на вампира, Vampire Diaries – ТВ сериал, 8 сезона, над 100 серии